# Fort Smith (Territórios do Noroeste)
Fort Smith é uma cidade na região de South Slave dos Territórios do Noroeste (NWT), no Canadá. Ela está localizada na porção sudeste dos Territórios do Noroeste, no rio Slave e adjacente à fronteira dos Territórios do Noroeste com Alberta.